# Distretto di Xiangshan (Anhui)
Il distretto di Xiangshan (相山区S, Xiàngshān QūP) è un distretto della Cina, situato nella provincia dell'Anhui.